# Cargolet americà
El cargolet americà (Troglodytes aedon) és una espècie d'ocell de la família dels troglodítids (Troglodytidae) pròxim al caragolet eurasiàtic i resident a les dues amèriques.

## Morfologia
- Fan 11 - 13 cm de llargària i 15 d'envergadura, amb un pes de 10 - 12 g.
- Plomatge variable en funció de la subespècie, amb les parts en general marró grisenc i les inferiors des de marró fins blanc. Cua curta.
- Llistes negroses a les ales i la cua. Feble cella i anell ocular.
- Bec llarg i prim amb mandíbula superior negrosa, i inferior pàl·lida. Les potes rosades o grises.
- Joves més foscs que els adults.
- El seu cant és audible durant la nidificació i rarament fora d'aquesta etapa. Hi ha marcades variacions geogràfiques en el cant.

## Hàbitat i distribució
Habiten variats hàbitats, des de boscos, garrigues i praderies fins terres de conreu i ciutats, des del Canadà fins a la Terra del Foc. Les poblacions septentrionals passen l'hivern més cap al sud, arribant fins a Mèxic.

## Reproducció
Els mascles construeixen, normalment a un arbre o arbust, però també en parets, un niu amb forma de tassa amb petites branquillons, afegint plomes, llana, pels, molsa i altres materials.
Allí la femella pon 2-8 ous de color crema amb taques roges, que cova durant 12 - 19 dies. Els joves són alimentats pels dos pares.

## Alimentació
És un ocell insectívor, que menja aranyes i insectes que recull del terra o les plantes.

## Sistemàtica
Aquests moixons s'han classificat en tres grups principals i diferents subespècies insulars:
- Grup septentrional (aedon) que inclouria les poblacions des del Canadà fins al sud dels Estats Units.
- Un grup amb gola marró (brunneicollis), des del sud dels Estats Units fins a Mèxic central.
- Grup meridional (musculus), des del sud de Mèxic fins al sud d'Amèrica del Sud.
- Diverses subespècies endèmiques de medis insulars restringits.

En la classificació del Congrés Ornitològic Internacional (versió 3.3, 2013) es descriuen 33 subespècies.
- T. a. aedon Vieillot, 1809. Sud-est del Canadà i est dels Estats Units.
- T. a. albicans Berlepsch et Taczanowski, 1884. Sud-oest de Colòmbia i oest de l'Equador.
- T. a. atacamensis Hellmayr, 1924. Nord i centre de Xile.
- T. a. atopus Oberholser, 1904. Al nord de Colòmbia.
- T. a. audax Tschudi, 1844. Oest de Perú.
- T. a. bonariae Hellmayr, 1919. Uruguai, nord-est de l'Argentina i zona limítrofa del Brasil.
- T. a. brunneicollis Sclater, PL, 1858. Centre i sud de Mèxic.
- T. a. cahooni Brewster, 1888. Des del sud-oest dels Estats Units fins al centre de Mèxic.
- T. a. carabayae Chapman et Griscom, 1924. Centre i sud de Perú
- T. a. carychrous Wetmore, 1957. Illa de Coiba, propera a Panamà.
- T. a. chilensis Lesson, 1830, Sud de Xile i de l'Argentina
- T. a. clarus Berlepsch et Hartert, 1902. Des de Veneçuela, est de Colòmbia i Guaianes fins al nord-est de Perú i oest del Brasil.
- T. a. columbae Stone, 1899. Est de Colòmbia i oest de Veneçuela.
- T. a. effutitus Wetmore, 1958. Península Guajira, entre Colòmbia i Veneçuela.
- T. a. grenadensis (Lawrence, 1878). Illa de Grenada, a les Petites Antilles.
- T. a. guadeloupensis (Cory, 1886). Illa de Guadalupe (França), a les Petites Antilles
- T. a. inquietus Baird, SF, 1864. Des del sud-oest de Costa Rica fins a l'est de Panamà.
- T. a. intermedius Cabanis, 1861. Des del sud de Mèxic fins al centre de Costa Rica.
- T. a. martinicensis (Sclater, PL, 1866). Illa Martinica, a les Petites Antilles. Extinta.
- T. a. mesoleucus (Sclater, PL, 1876). Illa de Saint Lucia, a les Petites Antilles
- T. a. musculus Naumann, JF, 1823. Des del centre i est de Brasil, nord-est de l'Argentina i est de Paraguai.
- T. a. musicus (Lawrence, 1878). Illa de Saint Vincent, a les Petites Antilles.
- T. a. nitidus Nelson, 1903. Mont Zempoaltepec, al sud de Mèxic.
- T. a. pallidipes Phillips, AR, 1986. Illes de les Perles, properes a Panamà.
- T. a. parkmanii Audubon, 1839. Des del sud i sud-oest del Canadà, cap al sud fins al nord de Mèxic.
- T. a. peninsularis Nelson, 1901. Península de Yucatán.
- T. a. puna Berlepsch et Stolzmann, 1896. Est de Perú i nord-oest de Bolívia
- T. a. rex Berlepsch et Leverkühn, 1890. Des del centre de Bolívia fins al nord de l'Argentina i oest de Paraguai.
- T. a. rufescens (Lawrence, 1877). Illa de Dominica, a les Petites Antilles.
- T. a. striatulus (Lafresnaye, 1845). Oest i centre de Colòmbia i nord-oest de Veneçuela.
- T. a. tecellatus d'Orbigny et Lafresnaye, 1837. Sud-oest de Perú i nord de Xile.
- T. a. tobagensis Lawrence, 1888. Illa de Tobago.
- T. a. beani Ridgway, 1885. Illa Cozumel. Considerat per alguns autors una espècie de ple dret:[2]
  - Troglodytes beani - cargolet de Cozumel[3]